# تدخين الغليون
يعد تدخين الغليون طريقة قديمة للتدخين حيث يستخدم الناس غليونًا خاصًا لحرق واستنشاق الدخان الناتج عن أشياء مثل التبغ والقنب.

## التاريخ
كان لدى السكان الأمريكيين الأصليين منهج خاص لتدخين الغليون، وهذا المنهج كان جزءًا لا يتجزأ من تقاليدهم. كانوا يستخدمون التدخين خلال مناسباتهم الخاصة، مثل تطويق العهود وإبرام معاهدات السلام. وأطلق على هذه الأنابيب الخاصة اسم "أنابيب السلام" نظرًا لاستخدامها الشائع في تحقيق التهدئة وإنهاء الصراعات. في وقت لاحق، انتقل التبغ من الأمريكتين إلى أوروبا وانتشر بسرعة في جميع أنحاء العالم.
في مناطق آسيا، اكتشف الناس منهجًا جديدًا لتعاطي الأفيون، حيث قاموا بخلطه مع التبغ وتدخينه في أنابيب مخصصة. كان هذا الخليط يُعرف بالمدك وكان أكثر إدمانًا من تناول الأفيون عن طريق الفم. وقد سبب هذا الاكتشاف العديد من المشكلات في الصين، حيث اندلعت حرب الأفيون الأولى والثانية نتيجة لذلك.
ألفريد دانييل يشير إلى أن الناس في أفريقيا كانوا يمارسون تدخين نبات يُعرف بالقنب لفترة طويلة. و في عام 1884، نظم ملك قبيلة يُدعى "بالوكا" في الكونغو احتفالًا خاصًا حيث كانوا يدخنون الحشيش بدلاً من القيام بعبادة الأصنام. في الماضي، كان بعض الأشخاص يستخدمون الغليون لتدخين الأدوية الضرورية. ومن هذه الأدوية، يُذكر المسمى بالكراك، الذي يمكن أن يسبب الإدمان الشديد عندما يتم تدخينه في الغليون مقارنة بتناوله عن طريق الأنف. أما الميثامفيتامين، فقد أصبح شائعًا بشكل كبير في شكله البلوري الذي يُمكن تدخينه في الأنابيب، وهذا يسمح للأشخاص بتجنب التهيج الأنفي الذي يمكن أن ينتج عن تناوله عبر الأنف.
نتيجة لجهود التوعية ضد التبغ، انخفضت مبيعات تبغ الغليون في كندا بنسبة كبيرة، حيث انخفضت بما يقرب من 80%. وفي المقابل، انخفضت مبيعات السجائر الكندية بنسبة أقل بكثير في نفس الفترة.

## الغليون
يمكن تصنيع الغليون باستخدام مجموعة متنوعة من المواد، بما في ذلك الخشب والطين والزجاج، وقد تم تطوير تقنيات لمزج مواد مختلفة معًا لإنتاج أنواع مختلفة من الغليون. على سبيل المثال، تعتبر أنابيب الغليون الإنجليزية التقليدية المعروفة باسم "كالاباش" من الأمثلة الشهيرة.
تعتمد مقاسات الغليون، وبشكل خاص الوعاء الذي يُستخدم لوضع التبغ فيه، على الغرض من استخدامه. تُستخدم الأنابيب الكبيرة عادة لتدخين التبغ القوي والذي يتميز بنكهته الحادة. بينما يُستخدم الغليون الصغير لتدخين التبغ الخفيف أو للتدخين الفعّال لأشياء أخرى مثل الحشيش أو الأفيون.

## الغليون المائي
يتميز الغليون بقدرته على تمرير الدخان عبر مياهه لتبريده وتنقيته من المواد الضارة. يمكن تقسيم الغليون إلى نوعين رئيسيين: الغليون الثابت، المعروف أيضًا بالشيشة، والذي يتضمن عادة واحدة أو أكثر من أنابيب السحب المرنة، والغليون المحمول الذي يكون صغير الحجم وسهل الحمل.

## الغليون الزجاجي
الغليون الزجاجي أصبح وسيلة شائعة لتدخين القنب والمخدرات الأخرى. يُصنع الغليون الزجاجي عادةً من الزجاج البيروسيليكات المتين لتحمل التعرض المتكرر لدرجات حرارة عالية. يتكون من وعاء مخصص لتعبئة المادة المدخنة، وساق للمستخدم للاستنشاق، وجهاز منظم للهواء يُعرف بالكارب للتحكم في عملية السحب وتدفق الهواء داخل الغليون.
تتضمن عملية استخدام الغليون هذه عادةً خطوتين. في البداية، يقوم المستخدم بالاستنشاق أثناء إشعال المادة المدخنة والضغط على الكارب، مما يسمح للدخان بملء الساق. بعد ذلك، يترك المستخدم الكارب أثناء الاستنشاق للسماح بدخول الهواء إلى الساق، مما يساعد في سحب الدخان بفعالية إلى فم المستخدم.

## الآثار الصحية
تشير نتائج الابحاث إلى وجود زيادة بنسبة تقدر بحوالي 10% في مخاطر الصحة العامة لدى الأفراد الذين يمارسون عادة تدخين الغليون بالمقارنة مع الأفراد غير المدخنين. ومع ذلك، يجب مراعاة أن الأشخاص الذين كانوا في السابق مدخنين للسجائر وبدأوا في تدخين الغليون قد يستمرون في هذه العادة، وفي مثل هذه الحالات يرتفع خطر الإصابة بأمراض القلب بنسبة تقرب من 30% وتكون فرص الإصابة بمرض الانسداد الرئوي المزمن (COPD) تقريبًا ثلاث مرات أكثر من غيرهم. بالإضافة إلى ذلك، هناك علاقة سببية مؤكدة بين عملية تدخين الغليون وزيادة حالات الوفاة نتيجة للسرطان، بما في ذلك السرطان الرئوي وأنواع أخرى من السرطان. لاحظ أيضًا أن هناك ترتبط هذه العادة بمشاكل صحية في اللثة مثل فقدان الأسنان.

## الثقافة
تتباين القواعد والتصرفات المتعلقة بتدخين الغليون بين البلدان المختلفة وبين الأفراد المختلفين، ويعتمد ذلك على الثقافة والتقاليد المحلية. في بعض مناطق أوروبا وأمريكا الشمالية، كان تدخين الغليون يُعتَبَر تقليديًا ومهذبًا، مما أدى إلى تطوير قواعد وأساليب خاصة بهذا الفن. وقد أسفر هذا التصور عن ظهور ملابس وإكسسوارات خاصة تُرتَدي خلال عمليات تدخين الغليون، بالإضافة إلى تكريم الأشخاص الذين يتقنون هذه الفنون بجوائز مثل جائزة "مدخن الغليون لهذا العام" في المملكة المتحدة. ولهذا الفن أيضًا مصطلح خاص يُعرَف بـ "kapnismology" والذي يشير إلى دراسة فن تدخين الغليون وتفاصيله.

## انظر ايضا
طريقة فرانك